# Benito de Miguel
Benito Feliciano De Miguel (Luján, 20 de octubre de 1882 - Junín, 11 de mayo de 1966) fue un médico y político argentino conservador que ocupó el cargo de intendente del partido de Junín (provincia de Buenos Aires) en seis oportunidades, desde 1914 hasta 1933.
En 1904 se graduó de médico con medalla de oro en la Universidad de Buenos Aires. En 1905 se radicó en Junín, donde ejerció la medicina hasta 1960.
Militó en el conservadurismo, llegando a ser uno de sus principales dirigentes. Fue intendente de Junín por primera vez en 1914. Ocupó ese cargo cinco veces más, en períodos disjuntos, hasta 1933. Luego fue senador provincial, diputado nacional y candidato a vicepresidente en las elecciones a vicepresidente de 1954.
Una de las principales arterias de Junín lleva su nombre. La Avenida Dr. Benito de Miguel nace en la esquina del Palacio Municipal y se prolonga por 50 cuadras sirviendo de acceso desde la Ruta 7 y también a la base militar.